# L'eroe che sei tu
L'eroe che sei tu è il singolo di Annalisa Minetti con cui vinse Sanremo Giovani 1997 e pubblicato il 10 novembre 1997 per la Sony Music.

## Descrizione
L'eroe che sei tu è la canzone con cui Annalisa Minetti vince Sanremo Giovani 1997, che in quell'anno fu condotto da Orietta Berti e Fabio Fazio e fu trasmesso su Rai 1 e Rai Radio 1.
Il singolo è una rivisitazione italiana di Hero di Mariah Carey.

## Tracce
1. L'eroe che sei tu – 4:14 (Mariah Carey, Walter Afanasieff, Marco Marati) – rivisitazione italiana di Hero